# Cohen (Cartagine)
Il cohen (in lingua punica, KHN, Choen o Cohen, al plurale cohenim, KHNM) era il sacerdote semplice a Cartagine. La carica era anche ereditaria ed era tenuto a occuparsi del tempio, in cui non potevano entrare donne, maiali e asini. Erano sottoposti a un rab cohenim (ossia "signore dei sacerdoti").
Secondo il poeta romano Silio Italico, i cohenim di Cadice erano tenuti a mantenere il celibato.